# 列車衝突事故
列車衝突事故（れっしゃしょうとつじこ、train collision accident）とは、鉄道事故等報告規則（昭和62年2月20日運輸省令第8号）で定める列車が他の列車又は車両と衝突し、又は接触した事故のことをいう。列車・車両以外の建築物・構造物との衝突は、列車衝突事故とはならず、主要因が軌道を逸脱したものであれば列車脱線事故、その他の場合は鉄道物損事故となる。
従って、土佐くろしお鉄道宿毛駅衝突事故（2005年3月2日）のように、オーバーランによりプラットホームの構造物に激突・衝突したケースは、車止めを越えた時点で本来の軌道を逸脱したものと判断され、列車脱線事故となる。
列車衝突事故は鉄道の創成期から後を絶たず、かつ重大な人的・物的損失を引き起こすことから、自動列車保安装置の導入などにより、未然に防ぐ努力がなされてきた。